# Knipowitschia caucasica
Knipowitschia caucasica es una especie de peces de la familia de los Gobiidae en el orden de los Perciformes.

## Morfología
Los machos pueden llegar a alcanzar los 5 cm de longitud total.

## Distribución geográfica
Se encuentra al norte del mar Adriático, el mar Egeo, el mar Negro, mar de Azov y el mar Caspio.

## Observaciones
Es inofensivo para los humanos.